# Hendrik Klinge
Hendrik Klinge (* 1982 in Bremerhaven) ist ein deutscher evangelischer Theologe.

## Leben
Klinge absolvierte von 2001 bis 2010 ein Doppelstudium er evangelischen Theologie und der Philosophie an der Universität Göttingen und der Humboldt-Universität zu Berlin. Als Promotionsstipendiat der Studienstiftung des deutschen Volkes wurde er 2013 an der Humboldt-Universität zum Doktor der Theologie promoviert. Nach einem Vikariat und einer Elternzeit erfolgte seine Promotion zum Dr. phil. 2017 an der Universität Göttingen. Anschließend war er wissenschaftlicher Mitarbeiter in der Bildungsabteilung beim Kirchenamt der EKD in Hannover und am Lehrstuhl für Historische und Systematische Theologie der Universität Wuppertal, wo er 2023 eine Vertretungsprofessur innehatte. 2019 erfolgte seine Ordination zum Pfarrer im Ehrenamt.
2021 habilitierte sich Klinge (venia legendi für das gesamte Gebiet der Systematischen Theologie) an der Universität Münster. Seit 2023 ist er Professor für Systematische Theologie mit Schwerpunkt Dogmatik und religiöser Pluralismus an der Universität Kiel.

## Schriften (Auswahl)
- No Best World Solutions. Eine Untersuchung zum Theodizeeproblem in der analytischen Religionsphilosophie. Tectum, Marburg 2011, ISBN 978-3-8288-2589-5.
- Verheißene Gegenwart. Die Christologie des Martin Chemnitz. Zugl. überarb. Fassung der theol. Dissertation. Vandenhoeck & Ruprecht, Göttingen 2015, ISBN 978-3-525-56417-2.
- Die moralische Stufenleiter. Kant über Teufel, Menschen, Engel und Gott. Zugl. phil. Dissertation. De Gruyter, Berlin 2018, ISBN 978-3-11-057565-1.
- Das Gebot und das Gute. Theologische Metaethik im Zeitalter des Pluralismus. Mohr Siebeck, Tübingen 2024, ISBN 978-3-16-162488-9.